# イブ優里安
イブ 優里安（イブ ゆりあん、10月27日 - ）は、日本の女性声優。神奈川県出身。賢プロダクション所属。

## 略歴
子供の頃、イギリスの小劇場でよく観劇し、次第に演劇に興味を持つ。
大学は映像科を専攻し、映像制作の過程を学ぶ。
当初はモデルを目指していたが、オーディションにて「君は声優に向いている」と言われたことから、声優になろうと思ったきっかけを持つ。
2013年のスクールデュオ15期出身。

## 人物
日本とイギリスのハーフ。
特技・趣味はボディボード、歌、日常会話レベルの英語、美味しい親子丼作り、ボクササイズ、ヒトカラ、トレッキング。

## 出演
太字はメインキャラクター。

### テレビアニメ
2016年
- ドリフェス!（2016年 - 2017年、女性キャスター、ファン） - 2シリーズ

2017年
- 鬼平（奉公人）
- 遊☆戯☆王VRAINS（2017年 - 2019年、オペレーター、カエル、鳩、ゴーストガール、少年 他）

2018年
- カードキャプターさくら クリアカード編（観光客）
- 新幹線変形ロボ シンカリオン（看護師）
- 僕のヒーローアカデミア（2018年 - 2024年、小大唯） - 3シリーズ
- 銀河英雄伝説 Die Neue These（市民）
- ゾンビランドサガ（2018年 - 2021年、殺女A） - 2シリーズ

2019年
- イナズマイレブン オリオンの刻印（アリーチェ・ベラルディ）
- サザエさん

2020年
- 映像研には手を出すな!（生徒）
- 呪術廻戦（2020年 - 2023年、改造人間、俳優） - 2シリーズ

2021年
- 名探偵コナン（社員）
- NOMAD メガロボクス2（TVニュースのアナウンサー）
- すばらしきこのせかい The Animation（エリの友達）

2024年
- 菜なれ花なれ（MIA）

2025年
- 謎解きはディナーのあとで（相原美咲）

### 劇場アニメ
- 劇場版 はいからさんが通る 前編 〜紅緒、花の17歳〜（2017年、女学生）
- 若おかみは小学生!（2018年）
- BURN THE WITCH（2020年、娘）

### ゲーム
- ヴァルキリーアナトミア -ジ・オリジン-（2016年、ジャンヌ）
- 刀使ノ巫女 刻みし一閃の燈火（2018年、笹野美也子[10]）
- ラストピリオド -終わりなき螺旋の物語-（2020年、アハト[11]）
- エコーズオブパンドラ（2020年[12]）
- バイオハザード ヴィレッジ（2021年、ローズマリー・ウィンターズ）
- 妖怪ウォッチ ぷにぷに（2024年、八岐神・始祖龍)
- ドンキーコング バナンザ（2025年、ポリーン[13]）

### 吹き替え

#### 映画
- アーミー・オブ・ザ・デッド（ケイト・ウォード〈エラ・パーネル〉[14]）
- アイデア・オブ・ユー 〜大人の愛が叶うまで〜
- アス（ゾーラ・ウィルソン / ゾーラのドッペルゲンガー〈シャハディ・ライト・ジョセフ〉）
- アップサイドダウン・マジック（レイナ）
- アベンジャーズ/エンドゲーム（キャシー・ラング〈エマ・ファーマン〉）
- ELI/イーライ（ヘイリー〈セイディー・シンク〉）
- クライ・マッチョ[15]
- スリーピー・ホロウ（少女）
- ナイトティース（ブレア〈デビー・ライアン〉）
- バスティオン36
- ファンタスティック・ビーストと黒い魔法使いの誕生（左の女生徒[16]）
- マイ・パーフェクト・ロマンス（エレイン）
- モータルコンバット（エミリー〈マチルダ・キンバー〉[17]）
- ラブ&ジェラート（リーナ・エマーソン〈スザンナ・スカッグス〉）

#### ドラマ
- アンソウル（イレーナ）
- アンバー・ブラウン（ハンナ）
- エレメンタリー ホームズ&ワトソン in NY シーズン3（アキコ）
- キャサリン スペイン王女の華麗なる野望（ロサ〈ナディア・パークス〉[18]）
- スイートビター 甘くて苦いニューヨーク・ライフ（テス〈エラ・パーネル〉）
- チャペルウェイト 呪われた系譜（オナー・ブーン〈ジェニファー・エンズ〉[19]）
- ニックのいたずら（ニック〈シエナ・アグドン〉）
- PERSON of INTEREST 犯罪予知ユニット（電話受付係）
- 5ファースト・デート（ステファニー）
- ミズ・マーベル（ゾーイ）
- リターンド/RETURNED（レナ・セギュレ〈ジェナ・ティアム〉）
- ルナティックス 〜ぶっ飛んだ奴らの記録〜（ルーシー）
- レイズド・バイ・ウルヴス/神なき惑星（テンペスト、ヴィータ）
- ロスト・イン・スペース（ペニー・ロビンソン〈ミナ・サンドウォール〉）

#### アニメ
- おうこくのめいたんてい ミラ（ディンプル）
- カタツムリとくじら（カタツムリ）
- ズートピア+（ガゼル）

### ボイスドラマ
- 西尾市PR漫画「ニシオノ0（ゼロ）」（愛姫）

### その他コンテンツ
- THE SOUND OF TIGER & BUNNY（リアム）

### シリーズ一覧
1. ↑  1stシーズン（2016年）、2ndシーズン（2017年）
2. ↑  第3期（2018年）、第5期（2021年）、第7期（2024年）
3. ↑  第1期（2020年）、第2期『懐玉・玉折/渋谷事変』（2023年）